# Édson Ricardo Nunes Correia Silva
Édson Ricardo Nunes Correia Silva (Lisbona, 2 marzo 1984) è un ex calciatore guineense con cittadinanza portoghese, di ruolo difensore.

## Carriera

### Nazionale
Tra il 2010 ed il 2015 ha giocato complessivamente 13 partite in nazionale.